# James Fairlie Gemmill
Pour les articles homonymes, voir Gemmill.
James Fairlie Gemmill (1867-1926) est médecin, botaniste et auteur écossais. Il partage plusieurs affinités avec le poète Robert Burns.

## Biographie
Né à Hillhead Farm près de Mauchline dans l'Ayrshire, il est le fils de Cuthbert Gemmill et de Jeanie Leiper. Après des études primaires à Mauchline, il étudie ensuite à la Kilmarnock Academy (en) et la médecine à l'Université de Glasgow d'où il termine son doctorat en 1990.
Maître de conférences à l'Université de Glasgow en chirurgie et en embryologie jusqu'en 1916, il est remplacé par Thomas Walmsley (en).
Durant la Première Guerre mondiale il est conscrit et prit par comme lieutenant dans le recrutement du Royal Army Medical Corps. Malgré une réticence initiale, il évolue au poste de Major. 
Après avoir passé quelque temps à Hillhead à Glasgow, il déménage à Dundee en 1919 pour prendre un poste de professeur en histoire naturelle à l'Université de Dundee. 
En 1923, il fait son entrée à la Royal Society of Edinburgh sous recommandation de James Hartley Ashworth, James Cossar Ewart, John Stephenson et James Ritchie. Il est élu à la Royal Society of London l'année suivante.
Le corps de Gemmill est retrouvé près du pont ferroviaire du Tay d'où il apparaît qu'il se soit suicidé alors qu'il traversait une période de dépression.

## Publications
- VII. The development and certain point in the juvenile structure of the starfish Asterias van dyck, L. Philosophical Transactions of the Royal Society of Edinburgh. Series C, Containing Papers of a Biological Character, 215(303-334), 113-184.(1904)
- Turbellalia of the Scottish National Antarctic Expedition (1907)
- The Teratology of Fishes (1901, reprinted 1912)
- Natural History in the Poetry of Robert Burns (1928)